# 米特尔珀尔尼茨
米特尔珀尔尼茨是德国图林根州的一个市镇。总面积5.01平方公里，总人口284人，其中男性143人，女性141人（2011年12月31日），人口密度57人/平方公里。